# Веди та слідуй
У деяких видах парного танцю ведення і слідування — це позначення для двох партнерів, що складають танцювальну пару. Як правило, у парі чоловік веде, а жінка слідує. Завдання партнера полягає в ініціюванні танцювальних фігур, які надалі виконуються парою. В імпровізованих танцях партнер відповідає за позицію власної пари серед інших пар на танцювальному майданчику, а також за танцювальні формації, для координації та встановлення швидкості танцю.

## Теорія
Кількість напрямків, що задаються партнером, залежить від багатьох факторів, включаючи танцювальний стиль, соціальний контекст танцю, досвід і особистості танцюристів. 

## Гендерні ролі
Зазвичай у парі веде чоловік, а жінка слідує, хоча це не завжди так, наприклад, у танці скотіш танцювали в мадридському стилі, де жінки ведуть, а чоловіки слідують (хоча це не зовсім так — під час танцю відбувається обмін ролями, той, хто вів починає слідувати, і навпаки. Див.: 978-84-16068-75-3 "Apuntes de Chotis Madrileño", редакція Пунто Роджо). Багато танцювальних стилей мають довгу історію пар однієї статі (наприклад, танго) та рольового партнерства, а в деяких правилах танцювальних конкурсів відбулися зміни щодо гендерного підходу до партнерських танців. Прикладом цього може слугувати танцювальний дует Джек і Джек. 

## Партнерський зв'язок
Розуміння партнерами одне одного і чіткий зв'язок у парному танці є необхідними складовим як для безпеки, так і для загального успіху танцю.  Чітке слідування в танці допомагає сприймати підказки як візуально, так і фізично та означає готовність до ведення. Партнер, який веде в танці зможе краще підтримувати того, хто слідує, даючи чіткий напрямок. 
Між партнерами має бути зв'язок для того, щоб легко взаємодіяти один з одним. Фізичний контакт є найефективнішим засобом для взаєморозуміння — недостатньо лише обговорювати рухи. За допомогою цього більш знаючі танцюристи, які у парі слідують, прийматимуть багато підказок від їх партнерів, з подальшим використанням їх для передачі зворотного зв'язку, так само як і ті, хто ведуть, використовують ці сигнали, щоб запропонувати подальші рухи. Найдосвідченіші танцюристи використовують зв'язок як лінію комунікації, яка дозволяє тому, хто веде, включати ідеї, здібності і творчі пропозиції свого партнера у власний стиль і вибір рухів. 
У багатьох парних танцях кроки партнерів відрізняються. У положенні "обличчям до обличчя" партнер який слідує зазвичай дзеркально відображає рухи того, хто веде. Наприклад, якщо той, хто веде починає рухатись з лівої ноги, то той хто слідує — з правої. У багатьох хореографічних постановках, обидва партнери виконуватимуть однакову роботу ніг, незалежно від того в тандемному положенні знаходиться той, хто слідує, чи у тіньовій позиції. Зазвичай обидва партнери рухаються разом як єдине ціле, але у деяких танцях партнери рухаються у протилежних напрямках — разом, а потім знову порізно. 
У парному танці танцюристи прагнуть працювати разом, щоб створювати синхронні або взаємодоповнюючі рухи. Партнер, який веде значною мірою відповідає за ініціювання руху, у той час як роль іншого полягає у підтриманні цього руху (хоча вони можуть і не робити цього). Такий процес можна описати як ініціювання імпульсу або "енергії" (тим, хто веде), а потім подальше підтримання, збільшення, зменшення або зникнення цього імпульсу обома партнерами. Цей імпульс або енергія може проявлятися у вигляді руху (в найочевиднішій його формі), так і в ряді більш складних взаємодій між партнерами: 
- Стиснення — де кожен партнер "стискає" енергію, згинаючи суглоби і рухаючись до свого партнера, в різному ступені);
- Леверідж — де один партнер, який веде, використовує стиснення або з'єднання, щоб перемістити того, хто за ним слідує, або "заземлити" (розвивати "стиснення" вниз, активно контактуючи ногами з підлогою) себе ще більше, перш ніж почати рух);
- Розтягнення — у цьому випадку, на відміну від  стиснення, партнери віддаляються один від одного, знаходячись при цьому в контакті.

Танцюристам також важливо розуміти точки рівноваги своїх партнерів, це допомагає тим, хто веде, ініціювати рухи для своїх наступних партнерів. Такі точки балансу включають у себе передню сторону плечей, передню сторону стегон і центр — живіт. Якщо головний партнер хоче зблизитись із тим, хто слідує, він повинен скористатись випадком  "розтягнення" і витягнути руку всередину і вниз до власного стегна; щоб віддалитись від партнера, тому хто веде слід застосувати "стиснення". 

### Уникнення перешкод
Основне правило полягає в тому, що обидва партнери стежать один за одним під час танцю. Запобігання зіткнення — один із випадків, коли партнеру який слідує потрібно відійти від своєї траєкторії, щоб уникнути цього, або, принаймні, повідомити про небезпеку того, хто веде. У пересувних танцях, таких як  вальс, звичайними сигналами про небезпеку є незвичайний опір тому, хто веде, або легке поплескування по плечу. У танцях з відкритою позицією, таких як свінг або латиноамериканські танці, важливим зв'язком безпеки є підтримка зорового контакту із партнером. 

### Перенесення ваги
У танцювальній парі перенесення ваги — це спосіб повідомити тому, хто слідує подальші танцювальні кроки. 
В іншому випадку для того, щоб той, хто веде рухався у парі вперед, він починає з того, що відводить корпус, вказуючи на рух назад. По мірі того, як руки/точки контакту партнерів віддаляються один від одного, вони розвивають розтягнення, яке може бути порушено, якщо вони опустять руки або розірвуть пару. 
Більш досвідчений партнер, який веде може зрозуміти (хоча б на підсвідомому рівні), що найефективніше виконання навіть цього "простого" кроку досягається шляхом підготовки до руху ще до його початку. 
Контакт обох партнерів полегшує цей процес. Принципи роботи у парі досліджуються в контактній імпровізації танцю модерн. 
Досвідчені танцюристи свінгу роблять це, щоб покращити їх танцювальний зв'язок і додати більше задоволення в танець. Ще один спосіб змінити звичайні рухи у танці — синкопація (виконання більшої кількості кроків, ніж потрібно стандартним описом схеми танцю). Тому, хто у парі веде  легше справлятися з синкопами, оскільки йому не доводиться міняти намічену танцювальну фігуру, хоча досвідчені танцюристи намагаються відповідати химерній роботі ніг партнера, принаймні, в ритмі. Таким чином, в деякому сенсі синкопація може сприйматися як легке викрадення. Це не так складно, як здається, так як гарні танцюристи співвідносять свою роботу з музичними акцентами. 

### Відновлення контакту
Іноді між партнерами виникає непорозуміння. Методи відновлення зв'язку та синхронізації варіюються від танцю до танцю, але нижче наведено кілька типових прикладів. 
- У танцях без обов'язкового тілесного контакту (латиноамериканські танці, свінг, хастл, американський смус), вільне обертання відновлюється усього.
- У танцях, що танцюються у тісному контакті (вальс, танго) дуже важливо відновити відповідність кроків. Для того щоб відновити, партнер, який веде може ініціювати базовий крок зі злегка перебільшеним бічним зміщенням ваги, щоб змусити того, хто слідує звільнити необхідну ногу. Наприклад, у вальсі чи фокстроті можна було б завершити зв’язку у відкритій позиції, так як тоді не було б сумнівів у напрямку руху і в тому, яку ногу використовувати на початку наступної зв’язки.

## Ведення

### Способи ведення
- Ведення ногами
- Ведення руками

### Техніка ведення
Партнер, який веде має повідомити напрямок руху для того, хто слідує. Зазвичай його права рука лежить на спині партнера, ближче до нижньої частини лопатки. Це найсильніша частина спини, тож він може легко потягнути тіло того, хто слідує всередину. Для того щоб ведучий партнер  міг зробити крок вперед (назад для того, хто слідує), партнер, що слідує повинен постійно докладати невелику вагу до правої руки ведучого. Коли партнер, який веде йде вперед, інший партнер, природно, йде назад. 
Важливим провідним механізмом є ліва рука того, хто веде, що зазвичай тримає праву руку того, хто слідує. Ні в якому разі жодному партнеру не слід міцно хапати іншого за руку. Достатньо злегка притиснути руку або навіть кінчики пальців один до одного, щоб рука слідувала за рукою ведучого партнера. 
Іншим важливим провідним механізмом є контакт стегон. Хоча через поділ партнерів у традиційних латиноамериканських танцях, таких як румба, ча-ча, аргентинське танго це неможливо, тазостегновий контакт є гармонійним і чуттєвим способом зв’язку з партнером, що використовується в основному у стандартних або бальних танцях (повільний вальс, європейське танго, квікстеп і т.д.) і карибських танцях. 

## Слідування

### Види слідування
- Активне слідування
- Пасивне слідування

### Беклідинг
Беклідинг — це коли партнер, який слідує виконує кроки, не чекаючи або всупереч партнеру, який веде. Обидва випадки вважаються поганими танцювальними звичками, тому що це ускладнює процес ведення і сам танець. 
Беклідинг навмисно використовується тренером під час навчання, щоб допомогти новачкам освоїти бажану техніку. 
Термін "беклідинг" за звучанням схожий на слово "викрадення", і дійсно, він часто використовується замість "викрадення". Однак ці два терміни мають значні відмінності, що випливають з намірів. Перша відмінність поверхнева; "викрадення" зазвичай є випадковим "сплеском" з боку тих партнерів, що слідують, які в іншому випадку старанно слідують за партнерами, що ведуть, в той час як беклідинг можна віднести до постійної звички. Друга відмінність більш значуща; "викрадення" — це фактична зміна ролей, що означає, що "викрадач" веде головного партнера та контролює танець, у той час як беклідинг відноситься лише до тих партнерів, які слідують. 

### Викрадення
Іноді партнери, які слідують, присвоюють собі лідерство, і тоді пара змінює ролі на деякий час. Таке явище називається викраденням (також відомий як "крадіжка ведення"). У цьому випадку партнери мають бути досвідченими та між ними має бути гарний зв'язок, так як без належного часу це може виглядати просто як неакуратний танець. Сигнал для викрадення зазвичай є незвично зміненим (в основному, збільшеним) стресом у з'єднанні з боку партнера, який слідує. "Незвично" означає більше, ніж зазвичай потрібно для виконання рухів (цими партнерами). Для успішного "викрадення" партнер, який слідує повинен бути впевненим, що ведучий партнер зрозуміє або, принаймні, здогадається про його наміри. 

## Додаткові танцювальні терміни
Закрита позиція: Основна танцювальна позиція полягає в тому, що партнери знаходяться у положенні обличчям один до одного, зазвичай права рука партнера, який веде лежить на спині того, хто слідує, а ліва рука тримає праву руку партнера. Висота, на якій головний партнер тримає ліву руку, варіюється в залежності від стилю танцю. 
Відкрита позиція: у відкритій позиції партнери знаходяться у положенні обличчям один до одного, тримаючись однією або обома руками. Партнери мають трохи більшу відстань між собою, ніж у закритій позиції. 
Окрема позиція: партнери не тримаються за руки, контакт відсутній. 
Променадна позиція: закрите положення, яке нагадує вигляд літери "V". Означає положення в парі, коли головний партнер і партнер, що слідує, розгорнуті вліво щодо ведучого партнера. Ступені повороту варіюються в залежності від стилю танцю. 
Напівзакрита промінадна позиція: аналогічне V-положення, як вказано вище, де партнери, рухаються в одному напрямку, але пальці ніг, звернені в протилежні сторони (один до одного). 
Відкрита промінадна позиція: закрите положення, в якому обидві ноги партнера, який веде наступають на зовнішню доріжку ніг того, хто слідує; права нога буде проти правої ноги. 